# Johann Balthasar Schneider

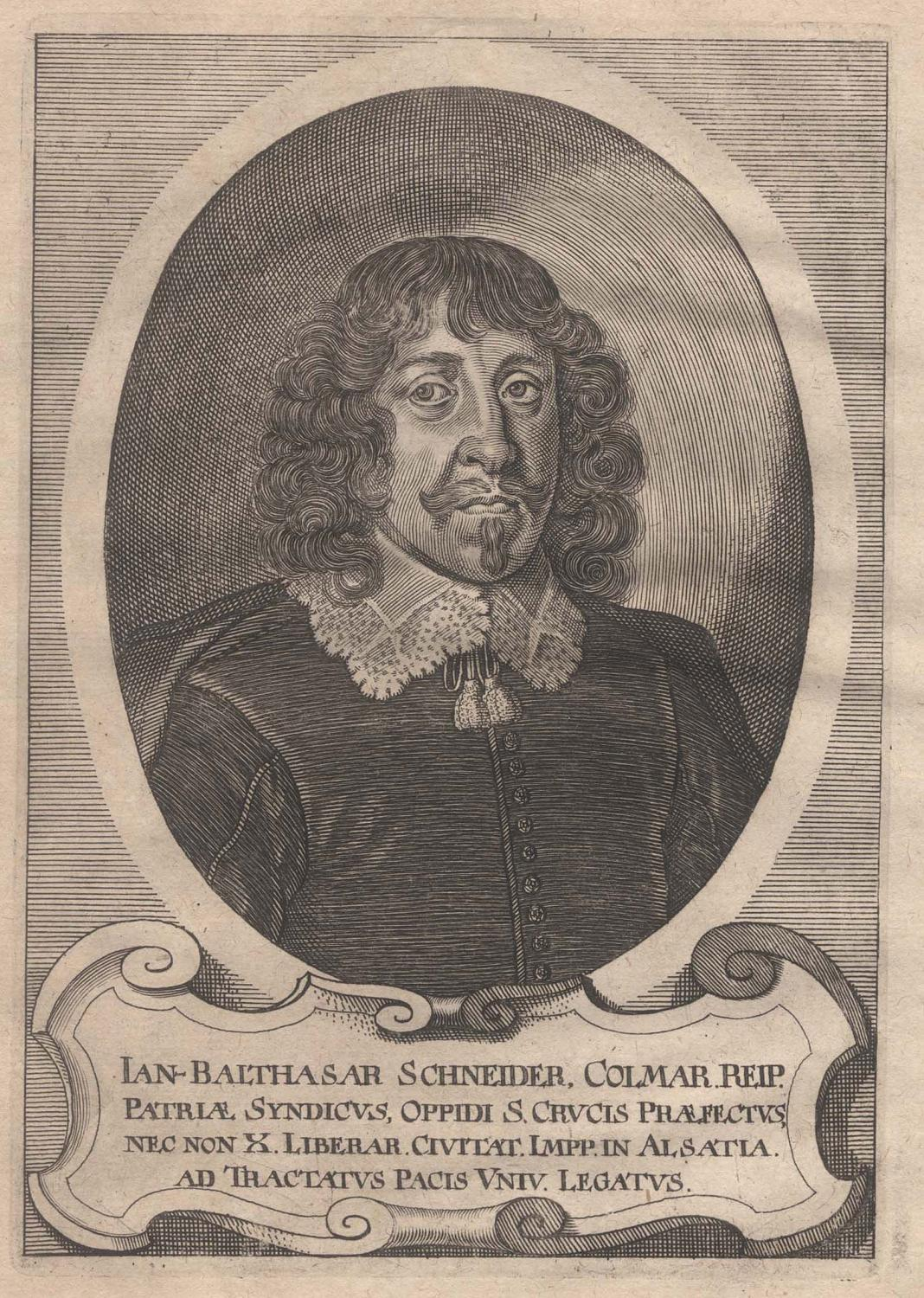
Johann Balthasar Schneider (1612–1656)

Johann Balthasar Schneider (* 9. Juli 1612 in Colmar; † 5. April 1656 ebenda) war Gesandter des elsässischen Zehnstädtebundes bei den Verhandlungen zum Westfälischen Frieden im Jahre 1648.

## Leben

### Herkunft und Familie
Johann Balthasar Schneider wuchs als Sohn des gleichnamigen Vaters und seiner Gemahlin Ursula Leytting mit seinen sechs Geschwistern in einer Familie auf, die aus Hessen ausgewandert war. Er heiratete im April 1640 Anna Catharina Pistorius, Tochter des Nicolaus Pistorius (Notar und Schreiber im Dienst der Grafen von Rappoltstein) und seiner Frau Anna Catharina Wetzler. Acht Kinder sind aus dieser Ehe hervorgegangen.

### Werdegang und Wirken
Johann Balthasar besuchte das evangelische Gymnasium in Colmar und die Hohe Schule von Mömpelgard. In Straßburg begann er im Jahre 1629 mit einem Jurastudium. Im Anschluss daran führten ihn Bildungsreisen durch Frankreich, England und die Niederlande. In Colmar begann er im Jahre 1634 seinen Dienst bei der Stadtverwaltung und wurde hier Syndikus. Er war Bailli des Ortes Sainte-Croix-en-Plaine und Leiter des protestantischen Gymnasiums von Colmar. Mehrere Auslandsmissionen führten ihn nach Katalonien und an den französischen Hof. Im Jahre 1645 wurde Johann Balthasar vom Rat der Stadt Colmar für den elsässischen Zehnstädtebund als Gesandter zum Friedenskongress in Münster bestimmt. In Münster und Osnabrück mietete er jeweils eine Wohnung und pendelte zwischen den Kongressorten. Am 24. Oktober 1648 unterschrieb er den Friedensvertrag für acht Städte, während Markus Otto für Weißenburg und Landau unterschrieb. Mit dem Inkrafttreten des Vertrages musste das Heilige Römische Reich das Elsass an Frankreich, dem Hauptsieger nach dem Westfälischen Frieden, abtreten. Als Dank für seine Arbeit bewilligte der Stadtrat Colmar eine Gratifikation von 772 Reichstalern. In den Jahren 1652 und 1653 nahm Johann Balthasar am Reichstag in Regensburg teil.